# Tour de Lombardie 1958
La 52e édition du Tour de Lombardie a eu lieu le 19 octobre 1958. Le parcours s'est déroulé entre Milan et Milan sur une distance de 243 kilomètres. La course a été remportée par le coureur italien Nino Defilippis.

## Classement final
| Place | Coureur               | Équipe       | Temps           |
| ----- | --------------------- | ------------ | --------------- |
| 1     | Nino Defilippis       | Carpano      | 6 h 07 min 12 s |
| 2     | Miguel Poblet         | Ignis        | m.t.            |
| 3     | Michel Van Aerde      | Carpano      | m.t.            |
| 4     | Jozef Schils          | Faema-Guerra | m.t.            |
| 5     | Giuseppe Calvi        | Ghigi        | m.t.            |
| 6     | Pino Cerami           | Peugeot      | m.t.            |
| 7     | Tranquillo Scudellaro | Torpado      | m.t.            |
| 8     | Ercole Baldini        | Legnano      | m.t.            |
| 9     | Armando Pellegrini    | Faema-Guerra | m.t.            |
| 10    | Angelo Conterno       | Carpano      | m.t.            |